# Todos Estão Surdos
"Todos Estão Surdos" é uma canção composta por Erasmo Carlos e Roberto Carlos em 1971. A canção fala sobre Jesus, embora não o cite nominalmente, apesar de, no ano anterior, Roberto Carlos ter lançado uma canção chamada "Jesus Cristo". Roberto Carlos se aproxima do gospel com influências de soul e funk. A canção ganhou uma versão cover por Chico Science e a Nação Zumbi no álbum Rei lançado em 1994.